# Nissan Caravan

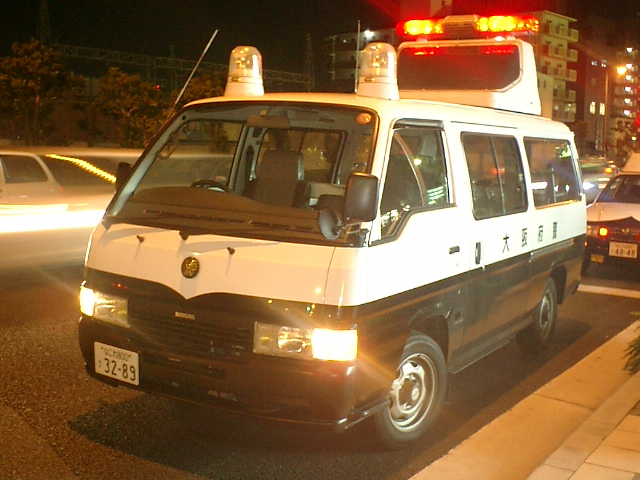
Druga Generacja E24 Caravan

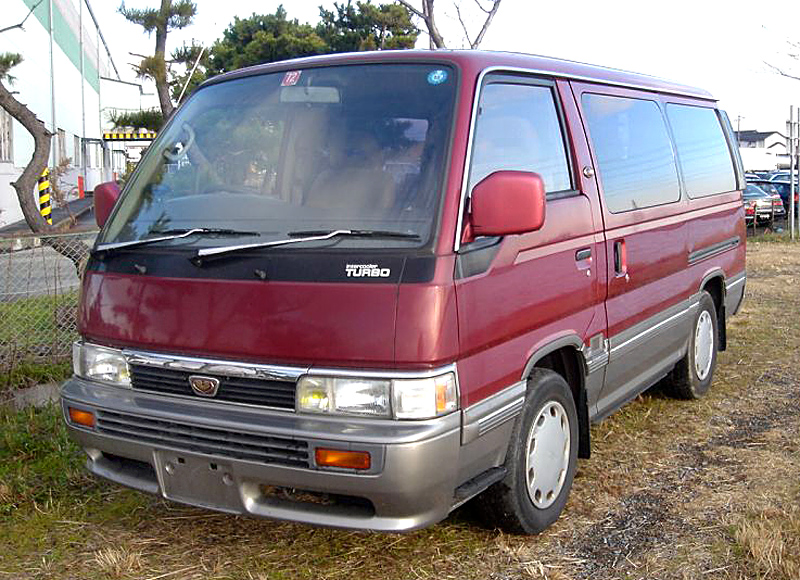
Trzecia Generacja E24 Caravan

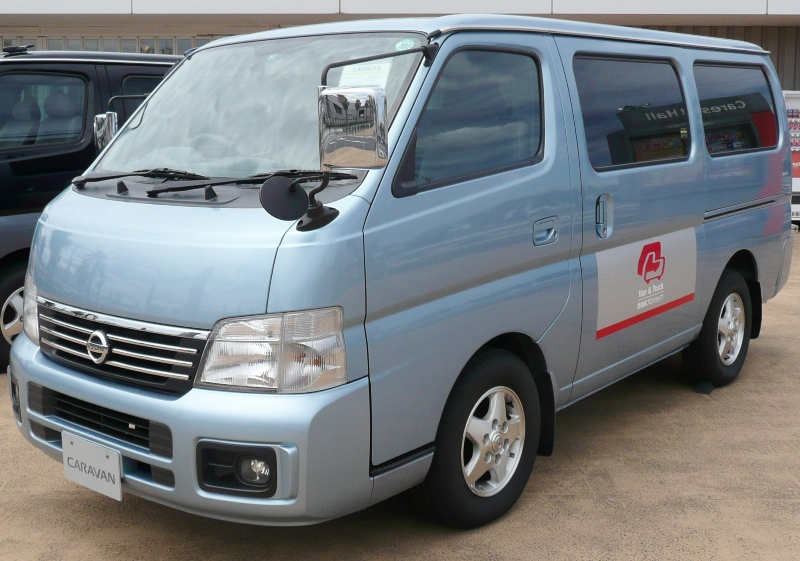
Czwarta Generacja E24 Caravan

Nissan Caravan – pojazd skonstruowany przez przedsiębiorstwo motoryzacyjne Nissan jako samochód do przewozu osób lub towarów. Poza terytorium Japonii samochód był sprzedawany również pod nazwą Nissan Urvan lub Homy. Samochód był dostępny w kilku konfiguracjach takich jak modele GX (płaski dach) oraz DX (wyższy dach), z wieloma rodzajami silnika takimi jak KA24DE, KA20DE, 2.7 litrowy diesel TD27, oraz 3 litrowy diesel ZD30DD.
Od roku 1986 do roku 1987 samochód był budowany na podwoziu KD-ARE24, w latach 1988 do 1997 używano podwozia E24, a od roku 1998 zaczęto stosować podwozie TA-QGE25.

## Specyfikacja
| Specyfikacja             | GX model                                   | DX model                                   |
| ------------------------ | ------------------------------------------ | ------------------------------------------ |
| Wymiary (D × S × W)      | 4990 × 1690 × 2285 mm (GX)                 | 4990 × 1990 × 2285 mm (DX)                 |
| Rozstaw osi              | 2715 mm                                    | 2715 mm                                    |
| Rozstaw kół przód        | 1470 mm                                    | 1470 mm                                    |
| Rozstaw kół tył          | 1450 mm                                    | 1450 mm                                    |
| Prześwit                 | 170 mm                                     | 170 mm                                     |
| Wnętrze(D × S × W)       | 1975 × 1550 × 1180 mm                      | 1975 × 1550 × 1180 mm                      |
| Miejsca siedzące         | 6-18                                       | 6-18                                       |
| Ładowność                | 1940 kg                                    | 1860 kg                                    |
| Minimalny promień skrętu | 5,4 m                                      | 5,4 m                                      |
| Przednie zawieszenia     | Zawieszenie o dwóch wahaczach poprzecznych | Zawieszenie o dwóch wahaczach poprzecznych |
| Tylne zawieszenie        | Sztywny most                               | Sztywny most                               |
| Przedni system hamowania | Tarcze wentylowane                         | Tarcze wentylowane                         |
| Napęd                    | Napęd na tylną oś                          | Napęd na tylną oś                          |